# Krascheninnikovia ceratoides
Krascheninnikovia ceratoides là loài thực vật có hoa thuộc họ Dền. Loài này được (L.) Gueldenst. mô tả khoa học đầu tiên năm 1772.